# تفاريوا
تفاريوا (بالإنجليزية: Tavarua)‏ هي جزيرة منتجع على شكل قلب في جزيرة فيجي، تقدر مساحتها بحوالي 29 آكر (أو ما يعادل 120,000 كم مربع). تقع الجزيرة بالقرب من فيتي ليفو جزيرة فيجي الرئيسية، وتحاط بشعاب مرجانية.
النشاطات على تفاريوا تتضمن ركوب الأمواج، رياضة الصيد، الغوص، الغطس والتجديف. هناك أيضاً مسبح، منتجع، منشأة للتمرين وملاعب كرة الريشة مع مطعم ومشربين.
تتوفر 7 خيارات رئيسية لركوب الأمواج والتي تتوفر لجميع الضيوف المقيمين في منتجع الجزيرة الشامل كليًا: الاستمتاع بأشعة الشمس، مطاعم، تفاريوا رايتز، مسابح، ناموتو ليفت، مرورًا بويلكس، وديسباراشنز وهي أمواج منتشرة على مستوى العالم. كلودبريك وتعتبر أشهر موجة من بين كل الأمواج، وهي موجة قوية على بعد ميل يسارًا، وتتكسر على الشعب المرجانية. راكبي الأمواج المبتدئين يمكنهم أن يحظوا بمتعة التعلم فالأمواج مباشرة أمام الجزيرة في كيديلاند، حيثُ تستضيف الجزيرة مُسابقة ركوب الأمواج السنوية التي يمكن مشاهدتها عبر البث الحي. الجزيرة مشهورة كثيراً في مجتمع ركوب الأمواج فضلاً لشكلها القلبيّ وقدرتها على التعامل مع الأمواج ضمن نطاق 0.60 إلى 6 أمتار.

## روابط خارجية
- تفاريوا على موقع EncyclopediaOfSurfing.com (الإنجليزية)